# Vlajka Svatého Eustacha

Svatoeustašská vlajka
Poměr stran: 2:3

Vlajka Svatého Eustacha je vlajkou jednoho ze tři ostrovů (spolu s ostrovy Bonaire a Saba) Karibského Nizozemska, které ale užívá jako celek nizozemskou vlajku.
Vlajka je tvořena modrým listem, o poměru stran 2:3, s červeným lemem a středovým křížem. Uprostřed je bílý kosočtverec, taktéž červeně lemovaný. Všechny lemy mají šířku 1/20 šířky listu. V kosočtverci, s rozměry 2/3 délky a 1/2 šířky listu, je zelená silueta ostrova nad mořem, pod žlutou pěticípou hvězdou. Siluetě dominuje neaktivní stratovulkán Quill.
Symbolika vlajky se vykládá následovně:
- žlutá hvězda je symbolem jednoty nebo symbolizuje samotný ostrov
- modrá barva reprezentuje Karibské moře, které ostrov obklopuje
- zelená odkazuje na vrchol Quill, hlavní přírodní monument ostrova
- červená je barva zdejšího typického stromu Delonix královská (tzv. Ohňový strom)

## Historie
Do roku 2010 byl ostrov (nizozemsky Sint Eustatius) součástí zámořského území Nizozemské Antily a užíval Vlajku Nizozemských Antil.

Vlajka Nizozemských Antil (1959–1986) Poměr stran: 2:3
Vlajka Nizozemských Antil (1986–2010) Poměr stran: 2:3
Vlajka guvernéra Nizozemských Antil (1986–2010) Poměr stran: 2:3

Již v roce 2000 začal proces přijetí nové vlajky. V červenci 2004 přijala příslušné rozhodnutí Ostrovní rada (nizozemsky Eilandraad), 16. listopadu 2004, v tzv. Den Svatého Eustacha (Statia day), vstoupila v platnost zákonná opatření o znaku, vlajce a hymně ostrova. Vlajka byla vybrána z 85 návrhů, autorkou vlajky je Zuwena Suaresová.
10. října 2010 zanikly Nizozemské Antily a vzniklo Karibské Nizozemsko, 3 ostrovy získaly nové postavení v rámci Nizozemska. Karibské Nizozemsko užívá, jako celek, nizozemskou vlajku. Svatoeustašská vlajka je však platná dodnes.